# 豫嬪
豫嬪（よひん、嘉慶21年（1816年）11月2日 - 光緒23年（1897年）8月28日）は、清の道光帝の妃嬪。姓は尚佳氏または尚氏。内務府正白旗包衣漢軍旗第五参領第四旗鼓佐領の出身。父は都虞司柏唐阿尚如慶。

## 生涯

### 初期の人生
尚氏は嘉慶21年（1816年）11月2日に生まれた。

### 入宮後
道光10年（1830年）2月22日、宮中に入り、玲常在として仕える。
道光19年（1839年）7月4日、道光帝が「各宮の女官を年限前に交代させる場合、詳細な調査を行い報告するように」と命じた。
同年10月22日、延禧宮の玲常在のもとから病気の宮女が1名提出され、調査の結果、咽喉の痛みと軽度の甲状腺腫が確認された。その宮女は20日ほど前に職務怠慢で40回の杖刑を受けていた。
同年12月3日、玲常在の宮女大妞が白い絹糸を盗み、40回の杖刑を受け、右足に傷、左足に青あざが残る。
同年12月10日、大妞が再び青い絹糸を盗み、顔の左右の頬に8回の杖刑を受ける。

### 宮女虐待と降格
道光20年（1840年）5月、玲常在の宮女大妞が、宮殿の門柱をまたぐ際に子猫を誤って踏み殺し、顔を数回打たれたり、院の杏を食べ、手を数回打たれたり、猫の餌やりの際に誤って踏みつけてしまい、後日猫が死亡した責任を問われて腕を10回以上打たれるなど頻繁に罰を受ける。また、その後も別の猫を傷つけ、手のひらを10回以上打たれるが、その猫が死んだ後は罰なし。
同年5月28日、大妞は宮廷の洗面用磁器を誤って蹴り、両手に20回の杖刑を受けている。
以上はすべて玲常在が自ら行った体罰だった
同年6月2日、玲常在は宮女虐待の責任を問われ、尚答応に降格させられた。
さらにもう1人の宮女・二妞も虐待されており、手のひらに5回、腕に数回の杖刑を受けた痕があった。
同年6月3日、尚答応は円明園から宮中へ戻り、延禧宮から翊坤宮に移った。

### 道光帝崩御後の昇格
道光30年（1850年）正月、道光帝の崩御により帝位を継いだ咸豊帝は先代の妃嬪たちを追尊し、尚答応を皇考尚常在に昇格させた。
また、道光帝の妃嬪たちは東六宮・西六宮から寿三宮・寿三所に移され、尚常在は彤嬪舒穆魯氏とその娘寿禧和碩公主と共に寿中宮へ移った。
咸豊11年（1861年）10月、咸豊帝の崩御により帝位を継いだ同治帝により皇祖尚貴人に昇格。
同年12月、道光帝の妃嬪たちは寿安宮へ移った。
しかし、同治元年（1862年）には短期間儲秀宮に滞在。
同治13年（1874年）11月16日、同治帝の崩御により帝位を継いだ光緒帝により皇祖豫嬪に昇格。

### 晩年と死
光緒年間、豫嬪は光緒帝の妃嬪の一人瑾妃と親交があり、祭礼や誕生日には互いに食べ物や手工芸品を贈り合う関係になっていた。
光緒23年（1897年）8月16日、瑾妃と豫嬪は食べ物を贈り合っていた。
同年8月28日、逝去（享年82歳）。
彼女は道光帝の妃嬪たちの中で最後まで生きた女性だった。
同年9月18日、豫嬪の棺が慕東陵へ移送された。
同年9月22日、豫嬪の金棺が正式に慕東陵に安置された。

## 伝記資料
- 『清史稿』
- 『清仁宗実録』
- 『清宣宗実録』
- 『清実録』